# Тайра но Садафун
Тайра но Садафун або Тайра но Садафумі (平貞文, 870?-923?) — поет періоду Хейан. Другий син Тайра но Йошікадзе. Займав різноманітні посади при дворі.
Народився у сім'ї аристократів, але у 874-му році разом зі своїм батьком був позбавлений титулу і зачислений до клану Тайра. Відомі його переписки з укладачами "Кокін вакашю" (Кі но Цураюкі, Мібу но Тадаміне, Ошікочі но Міцуне). Влаштував щонайменше три поетичних змагання, наприклад "Поетичне змагання сім'ї Садафумі" у 905 та 906 роках.
Іноді йому приписують авторство "Хеїчю моноґатарі". В основу твору лягли історії про любовні пригоди головного персонажа, Хеїчю (平中), які могли виникнути на основі переписок поета з відомими красунями того часу — Кан'ін но Ґо (閑院の御), Кі но Дзенші (紀乳母), дочкою Арівара но Мунеяна (在原棟梁女) та поеткою Ісе.
Образ Хеїчю використовували у своїх творах Акутаґава Рюноске та Танідзакі Джюн'ічіро.